# Jon Weeks
Jonathan Donald „Jon“ Weeks (* 17. Februar 1986 in Bethpage, New York) ist ein US-amerikanischer American-Football-Spieler auf der Position des Long Snappers. Er spielt bei den San Francisco 49ers in der National Football League (NFL). Zuvor stand Weeks 15 Jahre lang bei den Houston Texans unter Vertrag.

## College
Weeks, der in der Highschool noch auf verschiedenen Positionen in der Offensive Line und in der Defensive Line eingesetzt wurde, besuchte die Baylor University und wurde zum Long Snapper umfunktioniert. Für das Team seiner Universität, die Bears, bestritt er insgesamt 30 Spiele.

## NFL
Weeks fand beim NFL Draft 2008 keine Berücksichtigung, wurde danach im Rahmen eines Trainingslagers von den Detroit Lions getestet, konnte aber nicht überzeugen. Erst zwei Jahre später, als er sich bereits in Ausbildung zum Notfallsanitäter befand, wurde er doch noch von den Houston Texans als Free Agent verpflichtet. Seither lief er in jedem Spiel für sein Team auf.
In der Saison 2015 konnte er in der Begegnung mit den Tennessee Titans einen Fumble sichern und wurde erstmals in den Pro Bowl berufen.
Im März 2025 verließ Weeks die Texans nach 15 Jahren und schloss sich den San Francisco 49ers an.